# Eschscholzia glyptosperma
Eschscholzia glyptosperma is de botanische naam van een eenjarige plant uit de papaverfamilie (Papaveraceae). De soortaanduiding glyptosperma betekent "gebeeldhouwd zaad". Ze wordt ook wel woestijnklaproos genoemd,
De plant wordt 5-25 cm hoog. De alleenstaande bloemen bloeien aan het uiteinde van rechtopstaande stengels. De bloemen knikken in de knop en bloeien van maart tot en met mei. De gele kroonbladen zijn 1-2,5 cm lang. De doosvruchten zijn 4-7 cm lang. De ronde, bruine zaadjes hierin zijn 1-2 mm groot.

## Ecologie
De plant groeit in droge beddingen en op vlakten en hellingen. Ze groeit op hoogten van 50-1500 m.

## Verspreiding
De plant komt van nature voor in de Mojavewoestijn en in de Coloradowoestijn in Arizona, Californië en Nevada.
Het chromosomenaantal is 2n=14. De soort is nauw verwant aan Eschscholzia parishii.

## Afbeeldingen

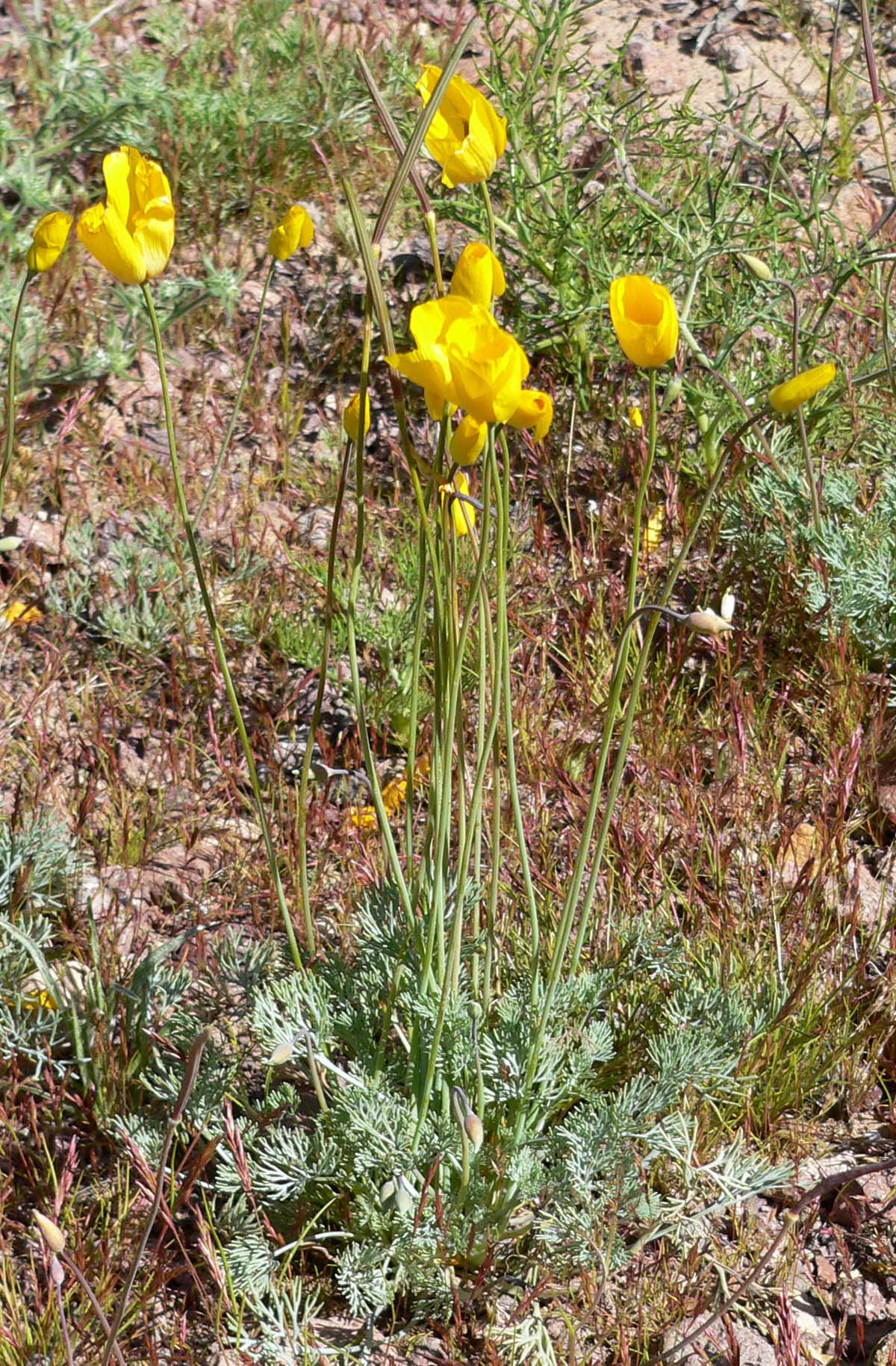
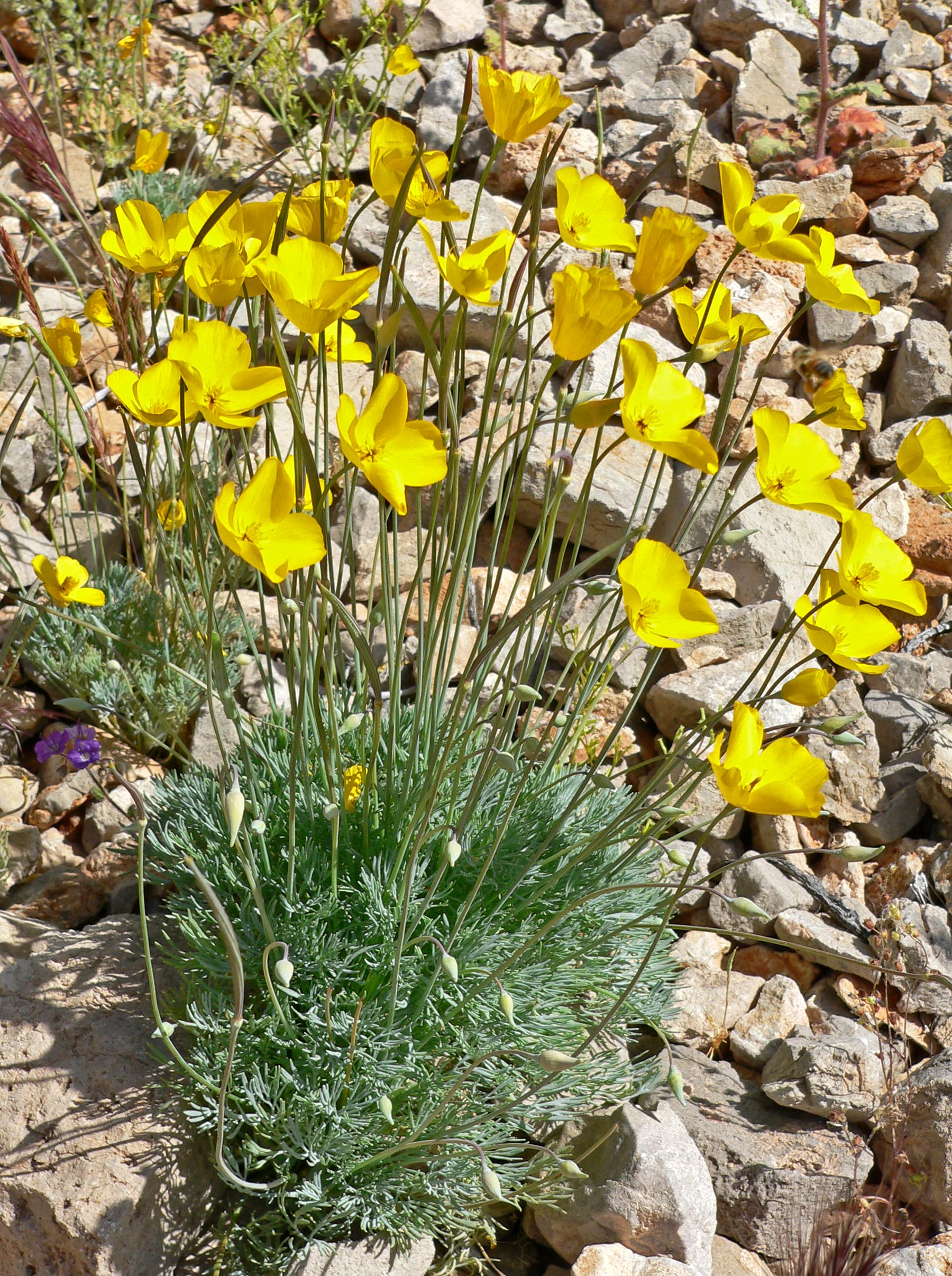
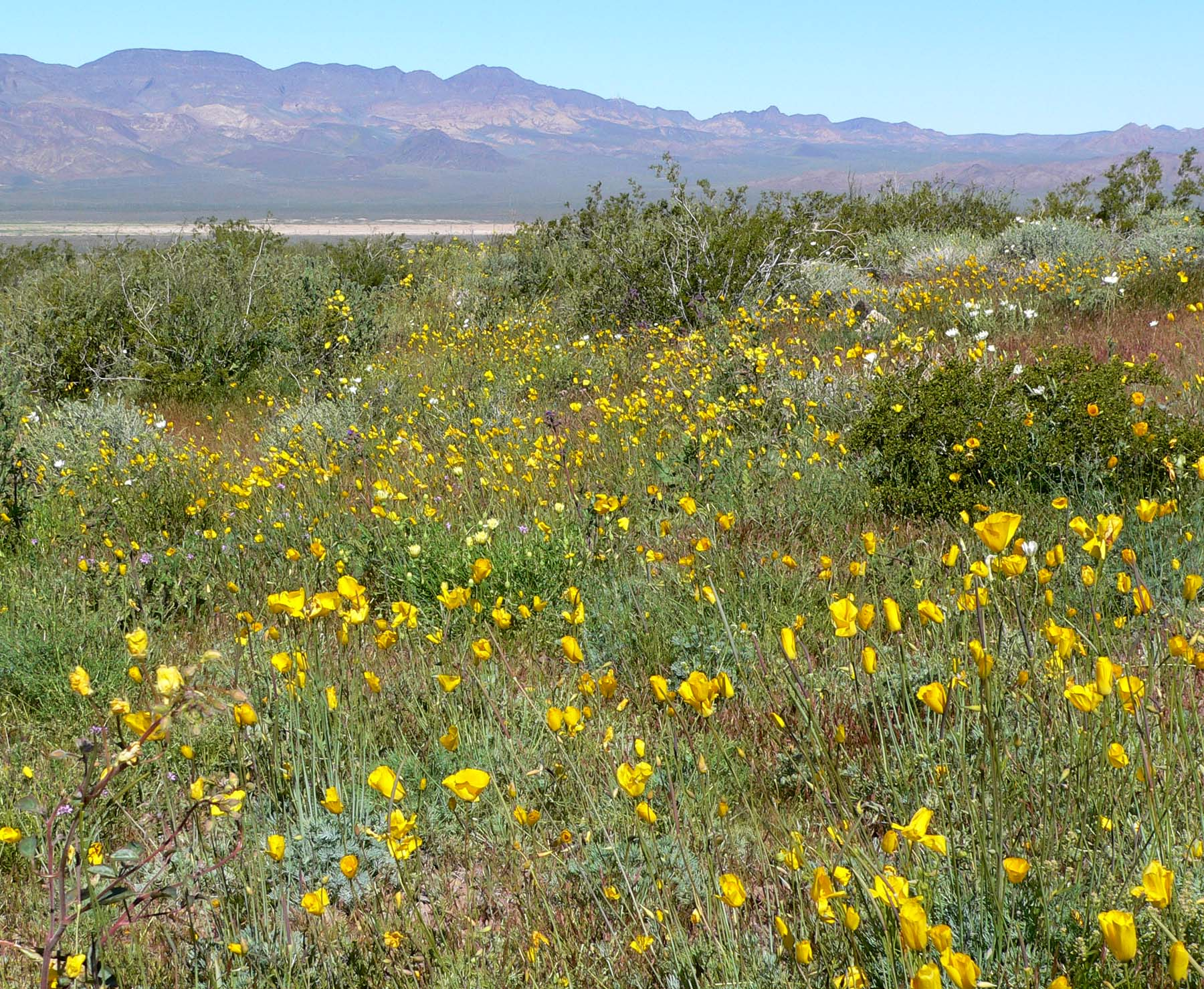

... · E. californica (Slaapmutsje) · E. glyptosperma · E. minutiflora · ...